# A piros ruhás nő (film)
A piros ruhás nő (eredeti cím: The Woman in Red) 1984-ben bemutatott amerikai romantikus filmvígjáték, melynek rendezője, forgatókönyvírója és főszereplője Gene Wilder. A film alapjául az 1976-os Sokat akar a szarka című francia vígjáték szolgált. Wilder mellett Charles Grodin, Gilda Radner, Joseph Bologna, Judith Ivey és Kelly LeBrock tűnik fel fontosabb szerepekben.
Stevie Wonder filmben elhangzó "I Just Called to Say I Love You" című szerzeménye megnyerte a legjobb eredeti dalnak járó Oscar-díjat.

## Cselekmény
Teddy Pierce San Franciscó-i reklámszakember. Miután meglát egy gyönyörű, piros ruhás ismeretlen nőt, teljesen a hatása alá kerül. Bár Teddy boldog házasságban él feleségével, Didivel, mégsem tudja elfelejteni a titokzatos nőt. Barátai, Buddy, Joe és Michael tanácsára telefonon randevúra hívja kiszemeltjét. Egy téves hívás miatt azonban véletlenül a nem túl vonzó Ms. Milnernek telefonál, aki örömmel fogadja a férfi látszólagos közeledését.
Teddynek sikerül megismerkednie a piros ruhás nővel, egy Charlotte nevű brit modellel. A férfi drasztikusan megváltoztatja öltözködésmódját és igyekszik minden alkalmat megragadni, hogy találkozhasson imádata tárgyával. Eközben magára haragítja a hoppon maradt Ms. Milnert.
Végül Teddy Charlotte luxuslakásának ágyában köt ki. A nő pilóta férje váratlanul hazaérkezik, ezért Teddy az ablakon át az épület párkányzatára menekül. A járókelők számára emiatt öngyilkosjelöltnek tűnik és hamarosan élő tévéadásban közvetítik. Didi könnyek közt figyeli férjét a hírekben, abban a hitben, hogy Teddy a (valójában szintén hűtlen) felesége miatt akar meghalni. Teddy végül leugrik a tűzoltók által kifeszített ponyvára. Zuhanás közben vonzódni kezd egy rámosolygó riporternőhöz.

## Szereplők
| Szerep                     | Színész              | Magyar hang                        | Magyar hang                        | Magyar hang                       |
| Szerep                     | Színész              | - 1. magyar változat - (HBO, 1994) | - 2. magyar változat - (TV2, 1997) | - 3. magyar változat - (AMC, MGM) |
| -------------------------- | -------------------- | ---------------------------------- | ---------------------------------- | --------------------------------- |
| Theodore Pierce            | Gene Wilder          | Helyey László                      | Székhelyi József                   | Vári Attila                       |
| Charlotte (piros ruhás nő) | Kelly LeBrock        | Orosz Helga                        | Györgyi Anna                       | Dudás Eszter                      |
| Ms. Milner                 | Gilda Radner         | Tóth Judit                         | Antal Olga                         | Hirling Judit                     |
| Buddy                      | Charles Grodin       | Sinkovits-Vitay András             | Kerekes József                     | Tarján Péter                      |
| Joe                        | Joseph Bologna       | Barbinek Péter                     | Barbinek Péter                     | Haagen Imre                       |
| Didi Pierce                | Judith Ivey          | Menszátor Magdolna                 | Menszátor Magdolna                 | Molnár Júlia                      |
| Shelly                     | Michael Zorek        | Szokol Péter                       |                                    | Hanyecz Róbert                    |
| Michael                    | Michael Huddleston   | Konrád Antal                       | Csuja Imre                         | Szokol Péter                      |
| Jocko                      | Arthur Bailey        |                                    |                                    |                                   |
| Missy Pierce               | Kyra Stempel         | Zsigmond Tamara                    | Simonyi Piroska                    | Dögei Éva                         |
| Becky Pierce               | Robin Ignico         |                                    | Molnár Ilona                       |                                   |
| Dell mama                  | Viola Kates Stimpson | Kassai Ilona                       |                                    |                                   |

## Fordítás
- Ez a szócikk részben vagy egészben  a   The Woman in Red (1984 film) című angol Wikipédia-szócikk ezen változatának fordításán alapul.  Az eredeti cikk szerkesztőit annak laptörténete sorolja fel. Ez a jelzés csupán a megfogalmazás eredetét és a szerzői jogokat jelzi, nem szolgál a cikkben szereplő információk forrásmegjelöléseként.